# Vienna Wanderers
Die Vienna Wanderers sind ein am 19. September 1986 gegründeter Baseballverein in der Austrian Baseball League. Ihre Heimspiele werden im Ballpark Spenadlwiese im Wiener Prater ausgetragen.
Das A-Team der Wanderers spielt seit der Vereinsgründung in der ABL (Austrian Baseball League – Österreichs höchster Spielklasse) und das Farmteam aktuell (2016) in der Regionalliga Ost (Österreichs dritthöchste Spielklasse).
Des Weiteren existiert seit 1996 eine Fastpitch-Softball-Mannschaft, das 1998 mit den Vienna Razorbacks fusioniert wurden und in der ASL (Austrian Softball League – Österreichs höchste Spielklasse) spielt.
Neben Baseball und Softball bieten die Vienna Wanderers auch zwei Ligen im Slowpitch an, dem Breitensport für jeden und jede.
Außerdem erkannte der Verein früh, dass die Zukunft des Vereins in der Jugendförderung liegt. Schon 1988 und damit als erster österreichischer Baseballverein wurde eine Jugendmannschaft gegründet.
Derzeit zählt der Verein über 140 Mitglieder, die in acht Teams am Spielbetrieb der Austrian Baseball Federation (ABF) teilnehmen.

## Erfolge
- 6-facher österreichischer Staatsmeister (1990, 2009, 2012, 2013, 2015 und 2022)[2]